# Gerardo Beni
Pour les articles homonymes, voir Beni.
Gerardo Beni, né le 24 février 1946 à Florence en Italie, est un physicien et un professeur d'électrotechnique à l'Université de Californie à Riverside. Il est connu comme le co-inventeur du concept d'intelligence distribuée, dans le domaine des automates cellulaire avec Jing Wang, ainsi que le concept d'électromouillage, avec Susan Hackwood (en). Il a également conçu, avec Xuan-Li Xie, l'indice Xie-Beni pour mesurer la validité d'un partitionnement de données diffus.
Il est l'auteur de From Swarm Intelligence to Swarm Robotics dans le livre Swarm Robotics
Beni est marié à Susan Hackwood. Ils ont deux enfants.

## Éducation
En 1970, Beni obtient un Laurea de physique à l'Université de Florence.
En 1974, il obtient son doctorat de physique théorique à l'UCLA.

## Carrière académique
Gerardo Beni réalise des recherches académiques dans les domaines de l'intelligence distribuée, l'animation 3D et l'ingénierie financière.
Beni enseigne à l'Université de Californie à Riverside et à l'Université de Californie à Santa Barbara. Il travaillr dans les laboratoires Bell.
Il participr à la fondation du Journal of Robotic Systems et, entre 1982 et 2005, il en est également le directeur. La revue remportr le Prix du journal de l'année en 1984.
En 1982, Beni est nommé membre de la Société américaine de physique. En 1999, il devient membre de l'Association américaine pour l'avancement des sciences.

## Brevets
Beni dépose, seul ou en collaboration, plusieurs brevets à l'USPTO :
- Méthode et instruments relatifs au positionnement d'objets à l'UC Santa Barbara.
- Analyse d'objets d'images à valeurs multiples à l'UCSB, avec J. Wang.